# Jorge Palacios
José Ambrosio Pérez Palacios, conocido artísticamente como Jorge Palacios (Sevilla, España, 1 de enero de 1940) es un actor, director, productor y empresario teatral de Venezuela.

## Biografía
Aunque nació en Sevilla, España realizó sus estudios de secundaria hasta 1959 en Palma de Mallorca. Luego de culminar sus estudios de bachillerato comienza  a estudiar la carrera de Ingeniería de Caminos, Canales y Puertos en la Universidad. Se radicó en Madrid y entre 1959 y 1965 se forma en Actuación, Dirección y Guion en la Escuela de Cinematografía. 
En 1966 recibió una oferta del recién fundado canal de televisión de los hermanos Ricardo y Amable Espina, Canal 11 Televisión, esto lo llevó a radicarse en Venezuela, de esta forma comienza como protagonista de telenovelas y unitarios que compartía junto a actores de la talla de Espartaco Santoni.
Tras el cierre el canal, ingresa a las filas de RCTV en 1967, a través de la telenovela La virgen de barro, que le abrió camino para participar en numerosos dramáticos de la cadena de televisión, hasta 1994, con leves retornos en la década del 2000, hasta 2007, tras participar en la última producción de Radio Caracas como canal de televisión, Mi prima Ciela.
En 1996 ingresa a la filas de Venevisión, donde tiene participaciones estelares en destacadas telenovelas como Enséñame a querer de 1998 y Se solicita príncipe azul de 2005.
Formó parte del elenco de la telenovela Cristal, ha sido el primer actor de las telenovelas Rubí rebelde, Sol de tentación, Engañada y Mariu. Reside en Caracas, donde ha creado su propio teatro y una compañía propia.
Desde 2013 fue conductor y guionista del programa cultural dedicado a los grandes poetas de lengua española, Entreversos, emitido por el canal Canal I hasta 2017. En 2023 regresa a Venevisión tras 10 años para participar en serie Dramáticas, una producción realizada en conjunto con Hispanomedios.

### Vida privada
Palacios estuvo casado con la primera actriz Bárbara Teyde, donde tuvieron a Bárbara Palacios quien en 1986. se convirtió en Miss Venezuela y posteriormente en Miss Universo. Es padre de la también actriz Georgina Palacios, y Jorge Javier (de su relación con Nena Useche), y Jean Piero (de su relación con Pierina España). En la actualidad está casado con la actriz Patricia Oliveros.

## Filmografía

### Televisión
| Año       | Título                    | Cadena                   | Nota                                     |
| --------- | ------------------------- | ------------------------ | ---------------------------------------- |
| 2023      | Dramáticas                | Hispanomedios/Venevisión | Joaquin Perdomo                          |
| 2018      | Corazón traicionado       | RCTV Producciones        | Juez Oscar Montilla                      |
| 2015      | Escándalos                | VIP 2000                 | Seriado. Shadid Fadoul, Alexander Texier |
| 2013-2017 | Entreversos               | Canal i                  | Programa de televisión. Animador         |
| 2013      | Nora                      | Televen/Cadenatres       | Luis Cifuentes                           |
| 2012      | Natalia del mar           | Venevisión               | Esteban Palacios                         |
| 2007      | Mi prima Ciela            | RCTV                     | Roberto Tejera                           |
| 2005      | Se solicita príncipe azul | Venevisión               | Federico del Valle                       |
| 2003      | Engañada                  | Venevisión               | Ignacio Reyes/Braulio Reyes              |
| 2001      | Felina                    | Venevisión               | Bernardo                                 |
| 2000      | Mariú                     | RCTV                     | Cornelio Lozada                          |
| 2000      | Historía Musical          | Venevisión               | Película de TV                           |
| 1998      | Enséñame a querer         | Venevisión               | Manuel Carreno                           |
| 1997      | Todo por tu amor          | Venevisión               | Padre Marcelo                            |
| 1996      | Sol de tentación          | Venevisión               | Rogelio Santalucía                       |
| 1994      | De oro puro               | RCTV                     | Erasmo Soulez Delfín                     |
| 1993      | Dulce ilusión             | RCTV                     | Don Tomás                                |
| 1991      | Caribe                    | RCTV                     |                                          |
| 1990      | Gardenia                  | RCTV                     | Eduardo Cortez                           |
| 1989      | Rubí rebelde              | RCTV                     | Don Leonardo Iturralde                   |
| 1987      | Selva María               | RCTV                     |                                          |
| 1987      | Roberta                   | RCTV                     | Dr. Roberto Contreras                    |
| 1986      | Residencias 33            | RCTV                     | Telecomedia. Protagonista                |
| 1986      | La Intrusa                | RCTV                     | Reinaldo Escobar                         |
| 1985      | Cristal                   | RCTV                     | Gonzalo Pallares                         |
| 1985      | Adriana                   | RCTV                     |                                          |
| 1979      | Ámame                     | Wapa TV                  |                                          |
| 1979      | La sombra de Belinda      | Wapa TV                  |                                          |
| 1978      | El planeta de los hombres | RCTV                     | Telecomedia. Cocreador                   |
| 1978      | Ileana                    | RCTV                     | Eugenio. Protagonsta                     |
| 1978      | Sonia                     | RCTV                     |                                          |
| 1977      | Zoraida                   | RCTV                     |                                          |
| 1976      | Sabrina                   | RCTV                     | Alberto                                  |
| 1975      | Valentina                 | RCTV                     | Willy Zambrano                           |
| 1974      | De la misma sangre        | Venezolana de Televisión |                                          |
| 1974      | María Soledad             | Venezolana de Televisión | Alvaro del Castillo                      |
| 1972      | Sacrificio de mujer       | RCTV                     | Hugo                                     |
| 1972      | Abandonada                | RCTV                     | Fernando                                 |
| 1972      | La doña                   | RCTV                     | Freddy                                   |
| 1971      | La usurpadora             | Luciano                  |                                          |
| 1970      | María Mercé, La Chinita   | Venezolana de Televisión | Sergio                                   |
| 1970      | La virgen ciega           | RCTV                     |                                          |
| 1970      | Cristina                  | RCTV                     | Reinaldo                                 |
| 1969      | Corazón de madre          | RCTV                     |                                          |
| 1968      | Dos mujeres               | RCTV                     |                                          |
| 1967      | La tirana                 | RCTV                     | Coprotagonista                           |
| 1967      | La virgen de barro        | RCTV                     |                                          |
| 1966      | Nosotros y los fantasmas  | Canal 11 Televisión      | Protagonista                             |
| 1966      | El bastardo               | Canal 11 Televisión      | Protagonista junto a Espartaco Santoni   |
| 1963      | Graciela                  | Televisión Española      | Protagonista                             |

### Cine
| Año  | Título                            | País                     | Nota             |
| ---- | --------------------------------- | ------------------------ | ---------------- |
| 1964 | Escuadrilla de vuelo              | España                   |                  |
| 1965 | Fantasía 3                        | España                   |                  |
| 1968 | Dana                              |                          |                  |
| 1974 | Bárbara                           | Venezuela-México         |                  |
| 1975 | Los hombres sólo piensan en eso   | Venezuela-Argentina      |                  |
| 1976 | Atraco en la jungla               | España-Venezuela         |                  |
| 1985 | La noche del muerto               | Venezuela                |                  |
| 1990 | Negra medianoche                  | Argentina-Estados Unidos |                  |
| 2007 | Puras joyitas                     | Venezuela                | Tío André        |
| 2008 | El pasajero                       | Venezuela                | Alfredo          |
| 2009 | Lisanka                           | Cuba-Rusia-Venezuela     |                  |
| 2019 | Mónica entre el Cielo y la Tierra | Venezuela                |                  |
| 2019 | Cumbres Borrascosas               | Venezuela                | Federico Salgado |

## Teatro
- 1958 - El gran teatro del mundo. Festival de España, Palma de Mallorca, (protagonista)
- 1961 - Dodó Teatro de la Comedia, Madrid, (protagonista)
- 1963 - Las personas decentes me asustan, Madrid
- 1964 - Las ratas suben a la ciudad (Galán cómico)
- 1965 - Los violines a veces Teatro de la Embajada de Grecia. Madrid, (protagonista)
- 1967 - Se solicita asilado Ateneo de Caracas (protagonista)
- 1969-1970 - Acelgas con champagne. Considerada por la crítica como “La Comedia del Año” (protagonista)
- 1971 - La tigresa Teatro Alberto de Paz y Mateos, Caracas (protagonista)
- 1971 - La mamma (protagonista)
- 1972 - La ratonera de Agatha Christie, dirigida por Juan Lamata (protagonista)
- 1972-1974 - Acelgas con champagne Jorge Palacios debuta como director, productor, empresario y protagonista junto con la que sería su esposa, Bárbara Teyde
- 1974-1975 - Las casadas los prefieren diferentes (Comedia musical de Richard T. Johnson.
- 1975 - Una noche en su cama señora, Teatro Chacaito, (Director, productor y protagonista)
- 1976 - El ministro tiene un plan Teatro Las Palmas, (director, productor, protagonista)
- 1976 - Ardèle ó la Margarita Teatro Las Palmas, (productor y protagonista)
- 1976-1977 - La jaula de las locas, (adaptador, director, productor y protagonista). Récord de 198.000 espectadores.
- 1976 - Los buenos días perdidos Teatro CANTV (productor en sociedad con Juan José Seoane)
- 1985 - La nona (director, productor, adaptador y protagonista)
- 1985 - Acelgas con champagne (Reestreno)
- 1986 - Dos zánganos para una reina (coproductor, director y protagonista)
- 1997 - Aquí nadie paga (productor, director y protagonista)
- 1998 - Se infiel y no mires con quién (protagonista)
- 1999 - Se infiel y no mires con quién. Reposición (director encargado y protagonista)
- 2000 - Qué vaina con la abuela. (Nueva versión de “LA NONA”), (productor, director y protagonista)
- 2009 - La última sesión (protagonista)
- 2011-2012 - Fuga. Teatro Trasnocho Cultural y Centro Cultural BOD, (protagonista)
- 2013 - El gigante de mármol. Teatro de la Asociación Cultural Humboldt (coprotagonista)
- 2013 - Enemigo del pueblo (protagonista)
- 2013-2014 - Habana sin tacones. Centro Cultural BOD, Teatrex El Hatillo y El Bosque y Teatro Santa Rosa de Lima. (narrador)
- 2014 - Ha llegado un inspector (protagonista)
- 2015 - Monna lisa. (Protagonista)
- 2016 - Enemigo del pueblo. Teatro Trasnocho (protagonista)

## Premios
- 1958, Festivales de España (Palma de Mallorca) Mejor Actor (Obra: El gran teatro del mundo de Calderón de la Barca).
- 1958, Premio Fundación Juan March como Mejor Bachiller en Ciencias, becado para estudios universitarios en los Colegios Mayores San Jorge (Barcelona), José Antonio Primo de Rivera (Madrid) y en la Real Escuela Superior de Ingeniería de Caminos, Canales y Puertos (Madrid).
- 1971 y 1975, Premio Mara de oro. Mejor Galán de Venezuela.
- 1975, Premio amigo de Venezuela. Por su labor como actor, director, productor y empresario a favor del Teatro en Venezuela.
- 1976, 1977 y 1987, Premio 2 de oro. Mejor actor de Radio Caracas Televisión
- 1989, Premio Prestigio Nacional, otorgado por la Asociación Empresarial de Venezuela por su labor en pro del Teatro venezolano”.
- 1992, Premio Prestigio latino, otorgado por la Asociación de Periodistas de Venezuela en reconocimiento a su trayectoria profesional.
- 1999, Condecorado con la Orden Diego de Losada en su Primera Clase otorgada por la Alcaldía Mayor de Caracas por su aporte al desarrollo cultural del País.
- 1999, Reconocimiento otorgado por la Fundación para la Cultura y las Artes  (Fundarte) por el Sindicato Profesional de Trabajadores de Cine, Televisión y Radio (Distrito Federal y Estado Miranda) por su trayectoria artística.
- 2005, Premio y distinción especial como “Actor de todos los tiempos” Otorgado por el Jurado del Premio  Gaviota de oro en reconocimiento a su extensa y siempre exitosa actividad profesional.
- 2008, Premio Mejor elenco otorgado por el Jurado del Breckenridge film festival, Colorado (EE. UU.), por su actuación como protagonista de El pasajero, mediometraje dirigido por Andrés Faucher.
- 2008, Premio especial del jurado como Mejor actor del Los Ángeles Latino International Film Festival, Laliff 2008” (EE. UU.) por su actuación como protagonista de El Pasajero.
- 2014, Premio Mejor actor de reparto otorgado por la Asociación Venezolana de Críticos Teatrales por su actuación en El gigante de mármol de Luigi Sciamanna y nominación como Mejor actor principal por su actuación en Enemigo del pueblo de Henrik Ibsen, ambos montajes teatrales correspondientes al 2013.
- 2014, Premio Anton a Entreversos, programa televisivo del que Jorge Palacios es conductor y guionista, como mejor programa cultural de la Televisión Venezolana (Canal I).
- 2015, Nominación otorgada por AVENCRIT como Mejor actor principal por su actuación en Ha llegado un inspector de J.B. Priestley
- 2015, Nominación otorgada por la Fundación Isaac Chocrón como Mejor actor principal por su interpretación de Sigmund Freud en Monna Lisa, obra teatral original de Luigi Sciamanna.